# Televisió per Internet
La televisió per Internet, televisió on-line, o online o en català en línia, és la televisió distribuïda via Internet. Es tracta de la perspectiva immediata que proporciona Internet per distribuir aquesta nova forma de produir i transmetre material de comunicació audiovisual en línia, proporcionant a l'usuari la facilitat de reproduir-ho.

## Descripció
En el passat, la televisió només era distribuïda per cable, satèl·lit o per sistemes terrestres. La primera forma de televisió per Internet és el streaming, que es tracta del vídeo seleccionable des d'algun lloc d'Internet, normalment un lloc web o des d'un programa. Amb l'augment actual de les velocitats de connexió a Internet, l'avanç de la tecnologia, l'augment del nombre total d'internautes i la disminució en despeses de connexió, s'ha fet cada vegada més comuna trobar el contingut tradicional de televisió accessible lliurement i continguts de televisió solament disponibles en Internet.
La televisió per Internet utilitza les seves connexions per transmetre vídeo des d'una font (host o origen) fins a un dispositiu (normalment l'usuari). Aquestes són algunes de les formes per fer-ho:
- Veure televisió corrent (ja sigui per connexió directa des d'un ordinador, Set-top box) o en un ordinador o dispositiu portàtil (com un telèfon mòbil).
- Veure un canal en directe o permetent a l'espectador seleccionar un programa per veure al moment (Vídeo on Demand).
- Veure una mica de manera econòmica, des de vídeos casolans a cares produccions professionals.
- Publicitat interactiva.

## Característiques
Aquest mitjà té varietat de contingut, alguns amb protecció per no permetre la seva còpia, i uns altres que poden ser gravats. Les subscripcions de televisió per Internet poden ser de pagament, gratis i sustentades per publicitat. Les limitacions d'aquest mitjà sempre han estat les de l'amplada de banda que consumia el streaming; era el problema principal, ja que utilitzava poca amplada de banda i el resultat era la pobra qualitat d'imatge. La BBC va implementar un còdec anomenat Dirac, que va facilitar la transmissió de vídeos escalables d'alta qualitat. El còdec era lliure per transmetre vídeos a través de la xarxa.
La televisió per Internet es va tornar llavors més interessant, i algunes companyies van fer ofertes per desenvolupar-la sobre la ja existent televisió de pagament. Així protegien les subscripcions existents del Pay Per View com a model dominant. A més, els problemes de drets associats amb la distribució plantejaven un desafiament, ja que no es va aconseguir mantenir les proteccions del copyright i els seus beneficis, obligant a desenvolupar una altra forma d'exhibir els vídeos.  

## Implementació
La televisió IP utilitza el protocol de transmissió de dades TCP/IP, tenint programació general per a tots els usuaris i continguts específics seleccionats de la televisió IP pels mateixos usuaris. La publicitat és un dels factors més importants, ja que en la televisió IP deixa d'interrompre l'emissió de la programació com succeeix en la televisió tradicional, i el sistema publicitari ens apareix simultània i continuadament als vídeos.
En un futur no gaire llunyà, la televisió IP superarà al Pay Per View, ja que el potencial és molt major, així com la seva senzillesa i comoditat. Aquesta televisió IP a la carta ens permet visionar el contingut que els usuaris desitgen, quan ells volen i en el format que ells trien. Aquestes característiques confereixen a la televisió IP una potència inimaginable, permetent veure la televisió per Internet amb la mateixa qualitat que una pel·lícula d'alta definició.
Avui dia, la televisió s'enfronta a una gran fragmentació de l'audiència, la qual cosa fa que existeixin multitud de formats audiovisuals que tenen la seva veta de mercat, així que el gran avantatge de la televisió online és el mesurament. Encara que la gran barrera que aquesta televisió ha de superar és la qualitat per Internet i sobretot la tecnologia de codificació.
La televisió online ha de ser un negoci d'aquells col·lectius que no disposin de mitjans per difondre a través dels canals tradicionals. Per això, i per donar una major pluralitat, neixen noves solucions de vídeo com YouTube o Vimeo; però realment no són conceptes de televisió online, ja que per a això és necessari disposar d'eines que permetin veure la televisió que es desitja quan es desitja.

## Elements
La televisió per Internet és un tipus de contingut OTT. "Over-the-top" (OTT) és el lliurament d'àudio, vídeo i altres mitjans de comunicació a través d'Internet sense la intervenció d'un operador de sistemes múltiples (per exemple, un proveïdor de televisió per cable) en el control o distribució del contingut. Té diversos elements:

### Proveïdors de contingut
S'inclouen els següents exemples:
- Serveis independents com: Netflix o Amazon Video, Hotstar, Google Play Movies, myTV (Arabic), Sling TV, Sony LIV, Viewster, o Qello (que s'especialitza en concerts)
- Un servei de propietat tradicional, de cable o satèl·lit, com ara DittoTV (propietat de Dish TV)
- Una marca de pel·lícules internacional, com Eros International o Eros Now
- Un servei propietat d'una pel·lícula tradicional o cadena de televisió, d'un canal de televisió, o d'un conglomerat de contingut, com BBC Three des del 17 de gener de 2016, CBSN, CNNGo, HBO Ara, ara TV (Regne Unit) (propietat de Sky), PlayStation Vue (propietat de Sony), o Hulu (aliança d'empreses)
- Un servei d'allotjament vídeo peer-to-peer com YouTube, Vimeo, o Crunchyroll
- Serveis combinats com TV UOL que combina un sol accés a una sala de televisió d'internet brasilera amb el contingut pujat per l'usuari, o Crackle, que combina el contingut propietat de Sony Pictures amb el contingut pujat per l'usuari
- Serveis únciament d'àudio com Spotify, encara que no és considerat "televisió per Internet" com a tal, de vegades són accessibles de la mateixa manera a través de dispositius amb capacitat de vídeo
- Per obtenir una llista més completa, vegeu la llista dels proveïdors de televisió per Internet i la llista de serveis d'allotjament de vídeo

### Internet
L'internet públic, que s'utilitza per a la transmissió dels servidors de transmissió a l'usuari final consumidor

### Receptors
El receptor ha de tenir una connexió a Internet, generalment mitjançant Wi-Fi o Ethernet, i podria ser:
- Un navegador web senzill que s'executa en un ordinador personal (normalment controlat pel ratolí i el teclat de l'ordinador) o un dispositiu mòbil, com Firefox, Google Chrome o Internet Explorer
- Una aplicació mòbil que s'executa en un ordinador telèfon intel·ligent o tauleta.[1]
- Un reproductor de mitjans digitals controlat amb comandament a distància. Aquests poden prendre la forma d'una petita caixa, o fins i tot un pal que es connecta directament a un port HDMI. Els exemples inclouen Roku, Amazon Fire, Apple TV, Google TV, Boxegi, i WD TV. De vegades, aquestes caixes permeten el flux de continguts de la xarxa local o una unitat d'emmagatzematge, en general proporcionant una connexió indirecta entre un televisor i l'ordinador o dispositiu USB
- Un Smart TV que té la capacitat d'Internet i el programari incorporat per accedir amb el comandament a distància
- Una consola de videojocs connectada a Internet, com ara la Xbox One o la PS4.
- Un reproductor de DVD, reproductor de Blu-ray amb capacitats d'Internet, a més a més de la seva funció principal com és la reproducció del contingut dels discos físics
- Un descodificador[1] o un gravador de vídeo digital proporcionat per la companyia de cable o satèl·lit o per un tercer independent, com TiVo, que té capacitats d'Internet, a més de la seva funció principal de recepció i enregistrament de la programació del cable que no és d'Internet o d'una connexió per satèl·lit

No tots els dispositius receptors poden accedir a tots els proveïdors de contingut. La majoria tenen llocs web que permeten la visualització de contingut en un navegador web, però de vegades això no es fa a causa de les preocupacions o restriccions de gestió de drets digitals. Mentre que un navegador web té accés a qualsevol lloc web, alguns consumidors troben inconvenients per controlar i interactuar amb el contingut amb un ratolí i un teclat, un inconvenient per a connectar un ordinador al seu televisor. Molts proveïdors de programari tenen aplicacions mòbils ("apps") dedicades a rebre solament els seus propis continguts. Els fabricants de SmartTVs, caixes, pals i els mateixos jugadors han de decidir quins proveïdors volen de suport, on en general es basen en la popularitat, la propietat comuna de l'empresa, o en la recepció del pagament del proveïdor.

### El dispositiu de visualització
Un dispositiu de visualització, que pot ser: 
- Un projector d'aparell de televisió o de vídeo vinculat al receptor amb un connector de vídeo (típicament HDMI)
- Una pantalla de televisió intel·ligent
- Un monitor de l'ordinador
- La pantalla incorporada d'un ordinador, un telèfon intel·ligent o una tauleta

## Tipus de transmissió
Existeixen dos tipus de transmissió de televisió per Internet:
- IPTV: s'associa a un tipus de difusió de televisió en la qual s'utilitza un estàndard com ara DVB-IPI i que generalment es realitza a través d'una plataforma de pagament.
- Web TV: consisteix en l'emissió de televisió sobre la mateixa web i es caracteritza per no disposar d'un estàndard de transmissió definit

## Les tecnologies utilitzades
El consorci d'empreses de la indústria HbbTV (HbbTV) (al igual que SES, Humax, Philips, i ANT Programari) està promovent actualment l'establiment d'un estàndard europeu obert (anomenat HbbTV) per a caixes híbrid set-top per a la recepció de radiodifusió i banda ampla d'aplicacions de televisió digital i multimèdia amb una interfície d'usuari únic.
A partir de la dècada de 2010, els proveïdors de televisió per Internet utilitzen diverses tecnologies per oferir un servei com tecnologies peer-to-peer (P2P), sistemes de vídeo a la carta, i la transmissió en viu. El BBC iPlayer fa ús del reproductor de Flash per a proporcionar seqüències de streaming de vídeo i altre programari proporcionades per Adobe per al seu servei de descàrrega. CNBC, Bloomberg Television i Showtime utilitzen els serveis de transmissió en viu de BitGravity per transmetre televisió en viu als subscriptors de pagament utilitzant el protocol HTTP. El programari DRM (gestió de drets digitals) també s'incorpora en molts serveis de televisió per Internet. Sky Go té un programari que és proporcionat per Microsoft per evitar que el contingut es copiï. La televisió per Internet és també multiplataforma, el servei Sky Player s'ha ampliat per a la Xbox 360 i per a Windows Media Center el 27 d'octubre, i després per PC amb Windows 7 el 19 de novembre. La BBC iPlayer també està disponible a través de Virgin Media en demanda de serveis i altres plataformes com FetchTV i consoles de jocs com la Wii i la PlayStation 3. Altres plataformes d'internet de la televisió inclouen plataformes mòbils com l'iPhone i l'iPod Touch, Nokia N96, Sony Ericsson C905 i molts altres dispositius mòbils. [3]
TV Samsung també ha anunciat els seus plans per oferir opcions de streaming de vídeo, incloent 3D sota demanda a través del seu servei Explore 3D

## Calitat de les seqüències
La qualitat de les seqüències fa referència a la qualitat de la imatges i el so que es transfereix des dels servidors del distribuïdor a la pantalla d'inici de l'usuari. Tant el vídeo d'alta qualitat com el d'alta definició (720p +) requereixen una major banda ampla i velocitats de connexió molt més ràpides. La velocitat de descàrrega de kbit/s, generalment acceptada per a transmetre vídeo amb altra definició que ha estat codificada amb H.264, és de 3500 kbit/s, mentre que la televisió de definició estàndard pot variar de 500 a 1500 kbit/s depenent de la resolució de la pantalla.
En els últims anys, s'han començat a oferir contingut d'alta definició en les seves plataformes a la carta com ara iOS App, Android App o la pàgina web de Channel 4. Encara que els competidors en el Regne Unit no han ofert HD en streaming. La tecnologia per desenvolupar la difusió de l'HD no és una impossibilitat.

## Utilitat
La televisió per Internet, comença a ser comuna a la majoria de les llars als Estats Units a partir de mitjans de la dècada de 2010. Aproximadament un de cada quatre nous televisors que es venen ara, és un televisor intel·ligent. Tenint en compte la gran popularitat dels televisors intel·ligents i dispositius com el Roku i Chromecast, gran part del públic nord-americà pot veure la televisió a través d'Internet. Els canals d'Internet només s'estableixen ara únicament per oferir alguns programes de nominats als Emmy, com House of Cards de Netflix. Moltes xarxes també distribueixen els seus espectacles l'endemà per a la transmissió de proveïdors com ara Hulu. Algunes xarxes poden utilitzar sistemes propis. Això ha provocat importants demandes per l'amplada de banda, fins al punt de causar problemes per a algunes xarxes. Es va informar al febrer de 2014 que Verizon està tenint problemes per fer front a la demanda sobre la seva infraestructura de xarxa. Fins que els problemes d'amplada de banda a llarg termini no es solucionin i regulin, la televisio per internet pot veure dificultat el seu creixement.
Abans de 2006, la majoria dels serveis utilitzats d'igual a igual (peer-to-peer o P2P en angles), en la qual els usuaris descarregaven una aplicació i les dades es podien compartir entre els usuaris enlloc que el proveïdor de serveis donés el mètode de transmissió o streaming més comunament utilitzat. Ara la majoria dels proveïdors de serveis s'han allunyat dels sistemes P2P i estan utilitzant els mitjans de streaming. L'antic servei P2P d'edat va ser seleccionat a causa que la infraestructura existent no podia utilitzar l'amplada de banda necessària per al streaming o transmissió de distribució centralitzada. Alguns consumidors no els agradava el seu ample de banda de pujada que requeria o utilitzava el seu reproductor de vídeo, fet que va motivar en part la posada en marxa de la distribució de streaming centralitzada.
Aereo va ser llançat al març de 2012 a la ciutat de Nova York (i va deixar d'emetre al juny de 2014). Aquesta companyia tecnològica, va transmetre a la xarxa de televisió a través d'Internet, només per a clients de Nova York. Els organismes de radiodifusió van presentar demandes contra Aereo, perquè Aereo capturava senyals de radiodifusió i transmetia el contingut als clients d'Aereo sense pagar als organismes de radiodifusió dels quals agafava la senyal. A mitjans de juliol de 2012, un jutge federal es va posar del costat d'Aereo. Aereo tenia previst ampliar la seva senyal a cada àrea metropolitana important a finals de 2013. El Tribunal Suprem es va posar en contra d'Aereo el 24 de juny de 2014.

## Competidors en el mercat
Hi ha molts proveïdors de serveis de televisió per Internet, incloent estacions de televisió convencionals que s'han aprofitat d'Internet com una manera de seguir mostrant programes de televisió després d'haver estat transmesos, i sovint s'anuncien com "on-demand" (en demanda) o com a serveis de "posar-se al dia". Avui en dia, gairebé tots els principals organismes de radiodifusió a tot el món estan en funcionament en una plataforma de televisió per Internet. [14] Els exemples inclouen la BBC, que va introduir el iPlayer de la BBC el 25 de juny de 2008 com una extensió del seu "Radioplayer" i el contingut del flux de vídeo-clip ja existent, i Channel 4 que va posar en marxa 4oD ("4 sota demanda") (ara els 4) el novembre de 2006 que permetia als usuaris veure el contingut mostrat recentment. La majoria dels serveis de televisió per Internet permeten als usuaris veure el contingut lliure de càrrec i a més a més part del contingut és de pagament.

## Control
El control dels continguts a Internet presenta un desafiament per a la majora dels proveïdors; per tal d'assegurar que l'usuari té permís per veure el contingut com ara els continguts dels certificats d'edat on els proveïdors utilitzen mètodes com ara el control parental que permet establir restriccions en l'ús i l'accés de material certificat. Un exemple és el cas de la BBC iPlayer que fa ús d'un sistema de control dels pares donant a aquesta l'opció de “bloquejar” el contingut, osa que significat que per accedir al contingut serà necessària una contrasenya. Aquest control es pot utilitzar per advertir als usuaris que el contingut pot ser certifica i es poden demanar també les dates de naixement o l'edat per tal de verificar si estan capacitats per veure certs tipus de continguts. 

## Arxius
Els arxius són el conjunt d'informacions i els mitjans de comunicació que poden anar des d'una biblioteca fins a l'emmagatzematge interactiu. És una necessitat per a un servei de comunicació sota demanda per tal de mantenir arxius perquè així els usuaris puguin veure el contingut que ja s'ha emès a la televisió de difusió. No obstant, aquests arxius poden variar des d'unes poques setmanes fins a mesos o anys, depenent del tipus de contingut. Hi ha arxius que poden tenir un límit de set dies un cop després de la seva emissió original que sol ser l'estàndard de la indústria pels serveis de televisió per Internet en molt països del món. Tot i això, alguns programes poden estar disponibles només per a períodes més prolongats a causa de la naturalesa del seu contingut, com ara una sèrie documental o també a causa de la seva popularitat. Hi ha d'altres que ofereixen arxius de continguts que tenen una duració d'anys, és el cas d'algunes sèries que s'ofereixen des del seu inici tot i que la seva emissió es produís fa molt més temps.
Com més arxius hi hagin a més públic arribaran i també més temps passaran els usuaris dins el seu lloc web de cara als seus competidors. Però els grans arxius també són més cars de mantenir i es necessiten grans instal·lacions pels seus servidors amb una àmplia banda ampla per poder transmetre-ho tot.

## Els drets de retransmissió
Els drets de radiodifusió varien d'un país a un altre, fins i tot dins de les províncies de cadascun dels països. Aquests drets regeixen la distribució de continguts i mitjans protegits pels drets d'autor i permeten la seva distribució exclusiva d'aquell contingut en qualsevol moment. Un exemple de contingut que solament es transmet a alguns països és el cas del iPlayer de la BBC. La BBC comprova l'adreça IP d'un usuari per assegurar-se que solament els usuaris ubicats dins el Regne Unit puguin veure els seus continguts. La BBC solament permet l'ús gratuït dels seus productes pels usuaris de Regne Unit, ja que els usuaris han pagat per una llicència de televisió que acaben finançant la BBC. Aquesta comprovació de l'adreça IP no és infal·lible, ja que l'usuari pot accedir a la pàgina web de la BBC a través d'un servidor VPN o Proxy. Els drets de radiodifusió també poden restringir-se a no permetre la distribució dels continguts durant un temps limitat. Això serveix per impulsar les ventes de DVD per a les empreses que produeixen els mitjans de comunicació.
Algunes companyies paguen quantitats molt grans pels drets de radiodifusió amb els esports i les comèdies dels Estats Units d'Amèrica que solen obtenir el preu més altres dels usuaris del Regne Unit. 

## Els beneficis i els costos
Amb l'arribada de les connexions a Internet de banda ampla, diversos proveïdors d'streaming han aparegut al mercat en els darrers anys. Els principals proveïdors són Netflix, Hulu i Amazon. Alguns d'aquests proveïdors com Hulu publicita i fixa un mes gratuït. D'altres com Netflix i Amazon tenen una quota mensual i no tenen publicitat. Netflix és el proveïdor més gran, ja que comta amb uns 43 milions d'usuaris i els seus números no paren de créixer. L'auge de la televisió per internet ha donat lloc a la pèrdua de clients per part de les gran companyies de distribució de cable d'internet que estan cancel·lant els seus contractes de televisió per satèl·lit escollint el servei de televisió per internet que inclou també pel·lícules, sèries i altres continguts d'Internet. Tots aquests usuaris estan creant noves comunitat, els quals solen ser principalment joves.

## Comparació amb IPTV
La Web TV fa referència, com s'ha descrit anteriormnent, a la "televisió per internet". S'entrega a través d'Internet oberta, no administrat, amb la companyia de telecomunicacions "última milla" actuant només com el proveïdor de serveis d'Internet. Tant la Web TV com IPTV utilitzen la família de protocols d'Internet a través d'una xarxa de commutació de paquets per a transmetre dades, però IPTV opera en un sistema tancat - una xarxa dedicada, administrada i controlada pel cable local, satèl·lit, telèfon, o la companyia de la fibra. En la seva forma més simple, IPTV simplement reemplaça la commutació de circuits tradicional o la televisió digital amb canals digitals els quals passen a utilitzar la transmissió de paquets commutats. Tant en els sistemes antics i nous, els abonats tenen descodificadors o receptors de televisió o altres equipaments locals dels clients de l'empresa que es comunica directament a través de línies llogades o dedicades en propietat de la companyia amb els servidors de l'oficina central. Els paquets de dades mai viatgen a través d'Internet públic, de manera que el proveïdor de televisió pot garantir suficient ample de banda local per a les necessitats de cada client.
El Protocol d'Internet és una forma barata i estandarditzada per a proporcionar una comunicació bidireccional i també proporcionar dades diferents (per exemple, arxius de programa de televisió) a diferents clients. Això és compatible amb funcions de DVR-com per a la televisió en diferit, per exemple per posar-se al dia en un programa de televisió que es va transmetre en hores o dies passats, o per tornar a reproduir el programa de televisió actual des del seu inici. També és compatible amb el vídeo a la carta, és a dir, navegar per un catàleg de vídeos (com pel·lícules o programes de televisió sindicats) que poden no estar relacionades amb les emissions programades de la companyia. IPTV té un procés de normalització en curs (per exemple, a l'Institut Europeu de Normes de Telecomunicacions).

### Taules Comparatives
|                         | IPTV                                                                                       | Web TV                                               |
| ----------------------- | ------------------------------------------------------------------------------------------ | ---------------------------------------------------- |
| Proveïdor de continguts | Empresa local de telecomunicacions                                                         | Estudi, canal o servei independent                   |
| Xarxa de transmissió    | Empresa local de telecomunicacions - xarxa comprada o llogada exclusivament                | Internet public + Empresa local de telecomunicacions |
| Receptor                | Empresa local de telecomunicacions ho proporciona (Receptor de televisió o descodificador) | Comprat pel client                                   |
| Servei de visualització | Pantalla o monitor proporcionat pel client                                                 | Pantalla o monitor proporcionat pel client           |

|                           | Web TV | IPTV |
| ------------------------- | --- | --- |
| Protocol                  | Lliurat mitjançant HTTP (TCP), un protocol de transport connectat. Les noves tendències utilitzant tecnologies de transmissió d'adaptació com HLS (Apple), Smooth Streaming (Microsoft) i HDS (Adobe). Contingut entregat a través d'UDP (User Datagram Protocol) en combinació amb la protecció contra errors. | L'IPTV tradicional utilitza TS (transport stream) com a tecnologia de transmissió. Ofereix un contingut a través d'UDP (User Datagram Protocol) en combinació amb la protecció contra errors, un protocol sense connexió. |
| Principals col·laboradors | Huawei OTT solutions, Accenture, Piksel, OVP (Kaltura, Brightcove, Ooyala, Mobibase), Col·laboradors de xarxa de lliurament de continguts (Akamai, Level 3, Limelight, Octoshape, Tata Communications) i Agregadors de Contingut.                                                                               | Huawei, Accenture, Piksel, Microsoft Mediaroom (Ericsson), Alu, Cisco,ZTE |
| Beneficis Clau            | Baix cost, flexibilitat de consum de continguts a través de dispositius. | Servei interactiu, qualitat de servei i la qualitat de l'experiència. |
| Objectius Clau            | Baixa qualitat, sense contingut premium, sense transmissió en viu, model Unicast. | Servei car, la competència de la indústria del cable / DTH i l'ample de banda i d'Infraestructura. |
| Tipologia d'enrutament    | Difusió o emissió única (Basat en HTTP) o simulat (multidifusió UDP / TCP). | Multidifusió. |
| Exemples                  | Serveis de vídeo sota demanda com Sky Go, YouTube, Netflix, Amazon, YuppTV, Lovefilm, BBC iPlayer, Hulu, myTV, Now TV, Emagine, SlingTV | Movistar + |
| Catàleg de continguts     | Àmpliament utilitzat per als models de lliurament vídeo a la carta econòmics i gratuits. | S'utilitza principalment per a continguts de qualitat i lliurament de contingut en temps real com la radiodifusió de televisió.                                                                                           |

### Mètodes utilitzats
- P2PTV
- Streaming

### Tecnologies emprades
- BitTorrent
- Dirac
- HTTP
- RSS
- RTSP
- SMIL
- Theora
- WTVML

## Tipus

### Gratuïta
La televisió gratuïta per Internet està disponible a través d'una pàgina web, sense necessitat de cap altre element. L'element principal és que la televisió via satèl·lit, o cable, utilitza el mateix model que una plataforma oberta on qualsevol pot accedir, usar, i crear amb el sistema de codi obert (Open Source), els estàndards (open Standards), i els formats oberts (Open formats).
D'aquesta manera es creen valuosos continguts que tenen l'oportunitat de distribuir-se directament a una audiència molt àmplia, impossible amb els mètodes anteriors (sistemes tancats, programari tancat, xarxes tancades,etc.). El model obert, ha estat utilitzat a través del món per televisió local i canals independents, apuntant als "buits" de l'audiència, o crear ambient col·laboratiu per a la producció de mitjans.
El primer país a implementar la seva pròpia Internet TV va ser Xipre (Cyprustv.com) al març de 2006, aquest projecte va ser creat per Dean di Allibero usant el sistema operatiu Narrowstem telvOS.

### De pagament
Aquest tipus de servei és creat i sustentat per grans empreses que brinden telecomunicacions, on hi ha una àmplia gamma de competidors de proveïdors de televisió per cable i proveïdors de xarxa. És el successor de la televisió per cable o televisió per satèl·lit, aquesta és paga per obtenir serveis de televisió d'alta qualitat, vídeo sota demanda i enregistrament de vídeo digital.
Europa i Àsia són els pioners a implementar aquesta tecnologia, i s'espera que en pocs anys es converteixi en el principal sistema de televisió de pagament. Els proveïdors en els EUA no mostren massa interès sobre aquesta tecnologia, ja que troben més interessant Internet TV que la televisió per cable, inclusivament en països on la infraestructura és molt dolenta, com Índia i Xina.
La Plataforma en la qual treballa la xarxa és triada per l'operador per poder proveir la Televisió per Internet. Els serveis estan limitats als que ofereixi el proveïdor, això vol dir, que pots obtenir solament el que estas pagant (canals i serveis)
El 27 de juliol de 2007 la BBC va llançar la seva iPlayer (com un programari de versió de prova) al Regne Unit, un sistema pago, amb llicència per obtenir continguts de la BBC a través d'Internet.

## Terminologia
Existeixen moltes maneres de transmetre vídeo a través d'una xarxa IP i moltes paraules que s'han posat de moda s'han aplicat a aquestes de diverses maneres. Moltes d'elles tenen un ús completament intercanviable, fins i tot, per professionals de la matèria.
El corrent actual és la de restringir el terme IPTV a aquells serveis on el seu tram final cap a l'espectador és operat i controlat per alguna companyia. Això permet cert nivell de garantia en el servei. Addicionalment, un servei de IPTV requereix que el vídeo i l'àudio siguin transportats per un només flux MPEG2 a través de la xarxa IP.
Actualment televisió per Internet s'entén com a serveis oferts a través d'Internet, però en els quals el proveïdor no té el control de la transmissió final. Unes altres serveis com la televisió estan disponibles a través d'Internet però aquests envien el vídeo i l'àudio en fluxos diferents a través de la xarxa IP.
Mentre que aquestes diferències haurien de ser irrellevants per al consumidor, la tecnologia subjacent empleada és bastant diferent i afecta directament al rang i qualitat del servei que pot ser aconseguida. Els usuaris de IPTV estan limitats a un relatiu petit rang de programes, però aconsegueixen una gran qualitat. Mentre que en la televisió per Internet els usuaris poden accedir a diversos milers de canals de tot el món, però sense cap garantia de ser capaces de veure'ls en tot moment.
Serveis com YouTube generalment ofereixen tant contingut generat pels usuaris que programes produïts professionalment o pel·lícules agrupades en canals.

### Altres noms associats
- Vlog: Per a vídeos a través de la Web.
- Podcast: Per a vídeo per demanda.